# Thylactus densepunctatus
Thylactus densepunctatus är en skalbaggsart som beskrevs av Fernando Chiang och Li 1984. Thylactus densepunctatus ingår i släktet Thylactus och familjen långhorningar. Inga underarter finns listade i Catalogue of Life.